# Euroregion Egrensis

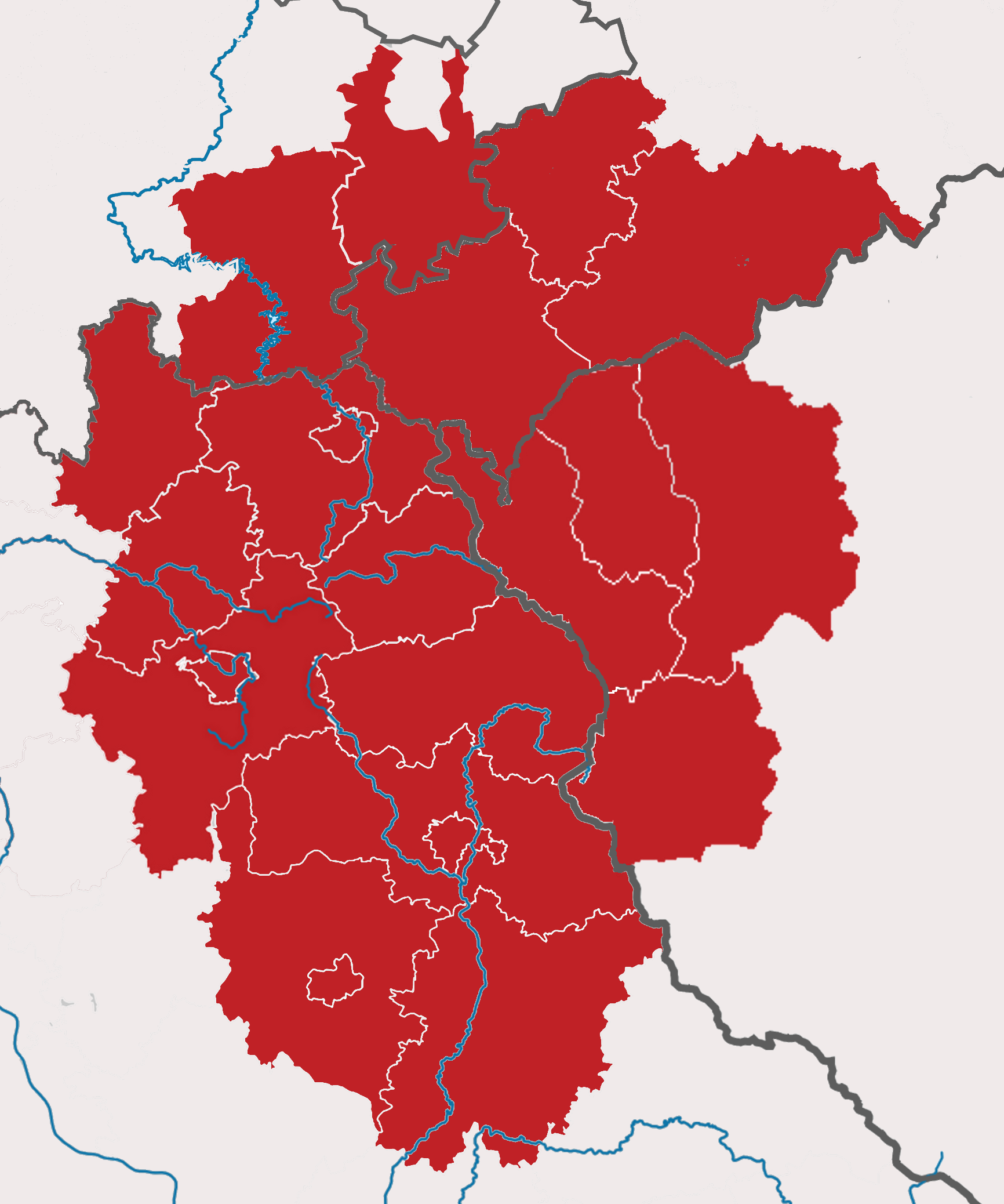
Poloha regionu

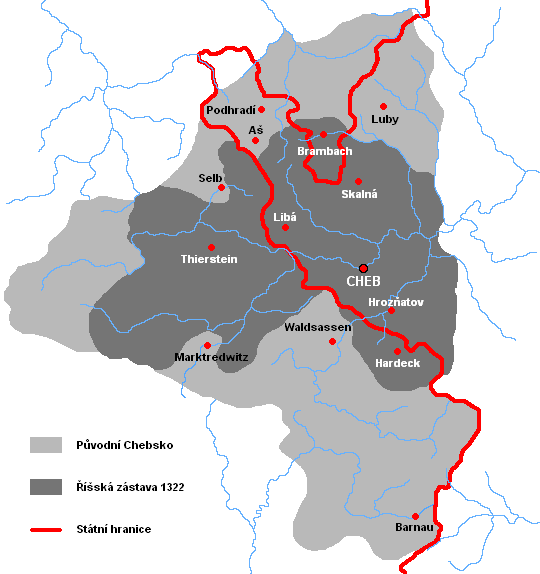
Přibližný rozsah historického Regio Egrensis

Euroregion Egrensis / Euregio Egrensis je euroregion ve Střední Evropě. Byl založen v roce 1993 jako místo přeshraničního styku a spolupráce mezi Německem a Českem.

## Rozsah regionu
Region zaujímá přibližne území historické oblasti Chebsko (německy Egerland, latinsky Regio Egrensis). Zahrnuje oblasti východní Horní Franky, severní Horní Falc v Bavorsku, a kraje Fojtsko (Vogtland) a Západní Krušné hory (Westerzgebirge) v Sasku, jihovýchodní zemské okresy v Durynsku a okresy Cheb, Karlovy Vary, Sokolov a Tachov v severozápadních Čechách.
V Čechách zahrnuje dvě chráněné krajinné oblasti (CHKO), a to:
- CHKO Český les
- CHKO Slavkovský les

## Název regionu
Název Egrensis vychází z latinského adjektiva názvu Egra, což je latinský název města Cheb (německy Eger), které je středobodem euroregionu.

## Účel a cíle regionu
Smyslem Euroregionu Egrensis je překonávání negativního dopadu přítomnosti státních hranic, zlepšování životní úrovně obyvatel a přírodních a kulturněpolitických podmínek a rozvíjení hospodářského potenciálu v regionu pomocí konkrétních kroků spolupráce.

## Dějiny
První impulsy k vytvoření fóra k budoucí spolupráci přeshraničních aktivit na komunální a regionální úrovni přicházely již v roce 1989. Návrh na zřízení Euroregionu byl učiněn v roce 1990 při jednání v Ředvici. V roce 1991 byla otevřena kontaktní místa a v roce 1992 nezbytné podpůrné spolky. V roce 1993 byla podepsána společná dohoda k založení Euroregionu Egrensis a evropský region byl založen. V současné době zaujímá Euroregion Egrensis území o celkové rozloze asi 17 000 km² a má přibližně dva miliony obyvatel.